# شيح العطارين
شِيحُ العَطَّارِين أو البعيثران أو العَبَيْثَرانُ أو شيحان أو شيح أو حشيشة خراسانية (باللاتينية: Artemisia Judaica) أو الشُّوَيلاء نبات عطري له خواص طبية. هو نوع من الشيح من الفصيلة المركبة، يكثُر في الأماكن المُقفِرَة، وعلى جوانب المسالك الجبليَّة، ينمو في أنحاء شبه الجزيرة العربية، ويسمى في المناطق الجنوبية بالبرك. يُزرع أو ينمو بشكل طبيعي مع الأمطار. ساقه مُخشَوْشِبَة، مُخدَّدة، جُؤْوِيَّة اللِّحاء، يتراوحُ ارتفاعُها من 50 إلى 150 سم. أوراقُه مُتعاقِبَة، نَصْلُها أخضر الصَّفحة العُليا المبعثرة الزَّغب، أغبر السُّفلى الخَمْلِيَّة البشرة. ازهرارُه عُنقوديّ التّجميع، هَرَمِيّ الشَّكل. أزهارُهُ عِطْريَّة، مُرَّة المذاق، طِبِّيَّة، مُضادَّة للتّشَنُّج والصَرَع، والرّقص السّنجيّ.